# Herbel
Pour les articles homonymes, voir Herbel.
Herbel, ou Herbil (حربل) est un village du nord de la Syrie qui dépend administrativement du canton (nahié) de Mari dans le gouvernorat d'Alep et le district d'Azaz. Sa population comptait 3 403 habitants au recensement de 2004.

## Géographie
Le village se trouve au nord-est d'Alep, proche de Tall Rifaat au nord-ouest, de Mari au nord-est, et d'Ahras au sud-ouest.